# Michele Antonio di Saluzzo
Michele Antonio di Saluzzo, noto anche come Michele Antonio Ludovico del Vasto o Michelantonio di Saluzzo (Saluzzo, 26 marzo 1495 – Aversa, 18 ottobre 1528), è stato un generale italiano dell'esercito del Regno di Francia e tredicesimo marchese di Saluzzo per 24 anni.

## Biografia
(Canzone popolare)
Primogenito del marchese Ludovico II di Saluzzo e della seconda consorte Margherita di Foix-Candale, Michele Antonio fu inviato alla corte francese di Luigi XII e di Anna di Bretagna, al fine di ricevere un'educazione aristocratica e un addestramento militare. Il sovrano lo nominò, a soli dodici anni, governatore del contado astigiano.
Aveva quattro fratelli minori: Giovanni Ludovico, Francesco, Adriano (morto bambino) e Gabriele. Si avvicendarono sul trono marchesale, ma nessuno ebbe prole legittima e l'unico a sposarsi fu Gabriele, condannando lo Stato alla sicura perdita dell'indipendenza. Lo stesso Michele, se non fosse scomparso tragicamente, avrebbe dovuto coniugarsi con Margherita Paleologa, erede del marchesato del Monferrato: i due Stati si sarebbero uniti. Ebbe una figlia naturale, Anna (ricordata nel testamento della marchesa madre che le garantì una dote), consorte di Niccolino di Saluzzo, dei marchesi di Clavesana, con cui generò sette figli (l'unico maschio, Corrado, visse fino al 1616).
Allorché decedette, nel 1504, suo padre Ludovico II, Michele Antonio aveva solo nove anni e il titolo di conte di Carmagnola: fu sottoposto, pertanto, alla reggenza dell'energica madre Margherita di Foix (1504-1522), assistita dal potente vicario Francesco Cavassa. In seguito, nonostante il raggiungimento della maggiore età del figlio prediletto, la marchesa instaurò un tacito governo di fatto, dato che lui preferiva gli eventi bellici all'amministrazione dello Stato.
Il giovane lasciava che la marchesa governasse e la loro intesa era perfetta: questo e la politica filofrancese di Margherita provocarono serie controversie con i fratelli minori che si ribellarono, soprattutto Francesco, malgrado l'obbligo della sottomissione cui erano stati abituati.
Michele Antonio combatté con valore anche nella battaglia di Pavia nel 1525, tanto che Francesco I di Francia lo volle nominare luogotenente in Italia. Nel 1526, guidando le armate francesi, alla testa di seimila uomini, liberò Piacenza dagli imperiali e, nel 1527, occupò Bologna e Firenze. Inoltre si oppose invano al sacco di Roma predisposto dai lanzichenecchi. Il progetto di conquistare il regno di Napoli, poi, fallì perché il suo esercito era ormai decimato e non poté sostenere a lungo gli sforzi bellici.
Durante l'assedio di Napoli nel 1528, il marchese subentrò al generale Lautrec, ma dovette ritirarsi. Ad Aversa, accerchiato dagli spagnoli, venne ferito dal vicino scoppio di una palla di cannone e, il 18 ottobre 1528, all'età di 33 anni, morì per le gravi complicazioni sopraggiunte.
Secondo le sue disposizioni, il corpo venne sepolto nella basilica di Santa Maria in Ara Coeli, a Roma, ma il suo cuore sarà portato a Saluzzo. Tale episodio è ricordato in una ballata che descrive gli ultimi istanti di vita di Michele Antonio che, moribondo, dettò le ultime volontà ai soldati presso il suo capezzale. Questa canzone (Il testamento del capitano) fu ripresa quattro secoli dopo dagli Alpini durante la prima guerra mondiale.
Il monumento funebre, con il busto di Michele Antonio, fu realizzato dall'artista fiorentino Giambattista Desio, nella basilica di Santa Maria in Aracoeli, a Roma. Gli succedette il fratello Giovanni Ludovico. Margherita di Foix, afflitta per l'improvvisa scomparsa del rampollo preferito, chiese che la salma fosse inumata nella chiesa saluzzese di San Bernardino, da lei fatta restaurare, dove desiderava riposargli accanto, dopo la morte (e non in San Giovanni, vicino al marito). Ma non sarà così: la marchesa, oppressa dalle liti con gli altri figli, alla fine si ritirerà, presso il suo luogo natale, a Castres, in Linguadoca, dove morirà nel 1536. Nonostante i cinque maschi che Margherita ebbe dal consorte Ludovico II, soltanto l'ultimo, Gabriele, seppure tardivamente si sposò, ma nessuno di loro ebbe prole legittima e il ramo dinastico si estinse.

## Ascendenza
|                            |                           |                                 | Genitori                                |  |  | Nonni |  |  | Bisnonni               |  |  | Trisnonni              |  |
|                            |                           |                                 |                                         |  |  |       |  |  | Tommaso III di Saluzzo |  |  | Federico II di Saluzzo |  |
|                            |                           |                                 |                                         |  |  |       |  |  | Tommaso III di Saluzzo |  |  | Federico II di Saluzzo |  |
|                            |                           | Beatrice di Ginevra             |                                         |  |  |       |  |  | Tommaso III di Saluzzo |  |  |                        |  |
| Ludovico I di Saluzzo      |                           |                                 |                                         |  |  |       |  |  | Tommaso III di Saluzzo |  |  |                        |  |
|                            |                           | Margherita di Roucy             | Ugo II di Pierrepont                    |  |  |       |  |  |                        |  |  |                        |  |
|                            |                           | Margherita di Roucy             | Ugo II di Pierrepont                    |  |  |       |  |  |                        |  |  |                        |  |
|                            |                           | Margherita di Roucy             | Bianca di Coucy                         |  |  |       |  |  |                        |  |  |                        |  |
| Ludovico II di Saluzzo     |                           | Margherita di Roucy             |                                         |  |  |       |  |  |                        |  |  |                        |  |
|                            |                           | Giovanni Giacomo del Monferrato | Teodoro II del Monferrato               |  |  |       |  |  |                        |  |  |                        |  |
|                            |                           | Giovanni Giacomo del Monferrato | Teodoro II del Monferrato               |  |  |       |  |  |                        |  |  |                        |  |
|                            |                           | Giovanni Giacomo del Monferrato | Giovanna di Bar                         |  |  |       |  |  |                        |  |  |                        |  |
| Isabella Paleologa         |                           | Giovanni Giacomo del Monferrato |                                         |  |  |       |  |  |                        |  |  |                        |  |
|                            |                           | Giovanna di Savoia              | Amedeo VII di Savoia                    |  |  |       |  |  |                        |  |  |                        |  |
|                            |                           | Giovanna di Savoia              | Amedeo VII di Savoia                    |  |  |       |  |  |                        |  |  |                        |  |
|                            |                           | Giovanna di Savoia              | Bona di Berry                           |  |  |       |  |  |                        |  |  |                        |  |
| Michele Antonio di Saluzzo |                           | Giovanna di Savoia              |                                         |  |  |       |  |  |                        |  |  |                        |  |
|                            | Gastone I di Foix-Candale | Arcimbaldo di Grailly           |                                         |  |  |       |  |  |                        |  |  |                        |  |
|                            | Gastone I di Foix-Candale | Arcimbaldo di Grailly           |                                         |  |  |       |  |  |                        |  |  |                        |  |
|                            | Gastone I di Foix-Candale | Isabella di Foix-Castelbon      |                                         |  |  |       |  |  |                        |  |  |                        |  |
| Giovanni I di Foix-Candale | Gastone I di Foix-Candale |                                 |                                         |  |  |       |  |  |                        |  |  |                        |  |
|                            |                           | Margherita d'Albret             | Arnaud-Amanieu VIII d'Albret            |  |  |       |  |  |                        |  |  |                        |  |
|                            |                           | Margherita d'Albret             | Arnaud-Amanieu VIII d'Albret            |  |  |       |  |  |                        |  |  |                        |  |
|                            |                           | Margherita d'Albret             | Margherita di Borbone-Clermont          |  |  |       |  |  |                        |  |  |                        |  |
| Margherita di Foix-Candale |                           | Margherita d'Albret             |                                         |  |  |       |  |  |                        |  |  |                        |  |
|                            |                           | Tommaso Kerdeston               | Leonardo Kerdeston                      |  |  |       |  |  |                        |  |  |                        |  |
|                            |                           | Tommaso Kerdeston               | Leonardo Kerdeston                      |  |  |       |  |  |                        |  |  |                        |  |
|                            |                           | Tommaso Kerdeston               | Margherita                              |  |  |       |  |  |                        |  |  |                        |  |
| Margherita Kerdeston       |                           | Tommaso Kerdeston               |                                         |  |  |       |  |  |                        |  |  |                        |  |
|                            |                           | Elisabetta de la Pole           | Michele de la Pole, II conte di Suffolk |  |  |       |  |  |                        |  |  |                        |  |
|                            |                           | Elisabetta de la Pole           | Michele de la Pole, II conte di Suffolk |  |  |       |  |  |                        |  |  |                        |  |
|                            |                           | Elisabetta de la Pole           | Katherine de Stafford                   |  |  |       |  |  |                        |  |  |                        |  |
|                            |                           | Elisabetta de la Pole           |                                         |  |  |       |  |  |                        |  |  |                        |  |